# 贝尔瑟尔
贝尔瑟尔（荷蘭語：Beersel，荷蘭語：[ˈbeːrsəl] ⓘ）是比利时弗拉芒大區弗拉芒布拉班特省哈勒-维尔福德区的一个市镇，东北角与布鲁塞尔首都大区接壤，面积30.01平方千米，人口25,069人（2018年1月1日）。贝尔瑟尔是弗拉芒社群的一部分，官方语言与当地多数居民使用的语言为荷蘭語，不过当地有一定数量的法语人口，但贝尔瑟尔并不是一个语言便利市镇，市政部门不为法语人士提供语言便利。